# Налобиха
Нало́биха — село в Косихинском районе Алтайского края, Россия. Административный центр Налобихинского сельсовета.

## География
Село расположено по обе стороны станции Овчинниково, по его территории проходит железнодорожная ветка Барнаул — Бийск Алтайского отделения Западно-Сибирской железной дороги. С запада территорию села ограничивает река Налобиха, с северо-востока — река Бобровка.
Расстояние до
- районного центра Косиха 15 км;
- краевого центра Барнаула 74 км на автомобиле и 66 км по железной дороге.

Уличная сеть
В селе 53 улицы и 9 переулков.
Ближайшие населённые пункты
Посёлок Комсомолец — 3 км, Зелёная Роща — 3,5 км.
Климат
Климат резко континентальный. Континентальность климата проявляется и в том, что основная часть осадков, примерно половина годового количества, выпадает в течение летних месяцев с июня по август. Средняя температура января минус 20 ˚С, июля — +21 ˚С. Абсолютный температурный максимум — +38 ˚С, абсолютный минимум — минус 52 ˚С. Преобладание в Косихинском районе малооблачной антициклональной погоды обуславливает низкие температуры зимой и достаточно высокие летом. Годовое количество атмосферных осадков — 350—400 мм. Преобладающее направление ветра в течение года — юго-западный с переходом на северо-западный.
Транспорт
В Косихинском районе существует сеть региональных дорог, село находится рядом с федеральной трассой Р-256 «Чуйский тракт» Новосибирск — Барнаул — Горно-Алтайск — граница с Монголией Р-256. В 2017 году отремонтирован участок дороги, проходящий по Косихинскому району (с 243 по 249 км). Регулярно ходят рейсовые междугородние автобусы из районного и краевого центров. В селе расположена железнодорожная станция Овчинниково, на которой останавливаются поезда сообщением Барнаул — Бийск.

## История
Возникновение села связано со строительством Алтайского участка Транссибирской магистрали и станции Овчинниково на железнодорожной ветке Барнаул — Бийск Западно-Сибирской железной дороги. На 52-м километре от станции Алтайская на железнодорожной ветке должна была строиться станция Овчинниково. В реализации проекта активно принимали участие жители близлежащих сёл: Овчинниково и Полковниково. Проект был изменён, станцию перенесли в Налобиху, а название оставили прежним. Теперь в селе Налобиха есть станция Овчинниково, а в нескольких километрах западнее — село Овчинниково.
Станции был нужен обслуживающий железную дорогу и подвижной состав персонал. История сохранила имя первого поселенца: крестьянин Дегтярёв из Кытмановского района построил в Налобихе первый дом. Датой основания села считается 1913 год. 1920—30-е годы были годами активного заселения, освоения целины. Затем началось развитие села: были созданы совхозы, построены промышленные предприятия, появились новые районы и улицы.
В 1990-х годах произошёл большой спад в развитии посёлка, остановились предприятия, часть социальной сферы пришла в упадок или исчезла совсем.
Жизнь начала улучшаться в начале 2000-х годов: совхоз "Луч Октября" ликвидирован 24 марта 2006 года, Овчинниковский мясокомбинат ликвидирован 20 сентября 2013 года появились частные фермеры и новые предприятия, частная и кооперативная торговля, в 2006 году в село провели газ, ремонтируются и строятся новые объекты соцкультбыта, введена в строй новая школа.
В Налобихе родился и вырос Смышляев Афанасий Спиридонович, сражавшийся на фронтах Великой Отечественной войны с 1941 года. За подвиг, совершённый 7 марта 1945 года (с гранатой бросился под танк), ему присвоено звание Героя Советского Союза (посмертно). Его имя носит одна из улиц села.

## Население
| 1997  | 1998  | 1999  | 2000  | 2001  | 2002  | 2003  |
| ----- | ----- | ----- | ----- | ----- | ----- | ----- |
| 5143  | ↗5145 | ↘5089 | ↘4956 | ↘4928 | ↘4285 | ↗4479 |
| 2004  | 2005  | 2006  | 2007  | 2008  | 2009  | 2010  |
| ↗4540 | ↗4552 | ↘4491 | ↗4528 | ↗4563 | ↘4547 | ↘4273 |
| 2011  | 2012  | 2013  | 2021  |       |       |       |
| ↘4251 | ↘4226 | ↘4216 | ↘3266 |       |       |       |

На 1 января 2021 года население составляло 3266 человека.

## Инфраструктура
Работают предприятия по переработке мяса — ОАО «Овчинниковский мясокомбинат», ЗАО «Мельник», организации по лесопереработке, ремонтная мастерская, угольные склады, свеклопункт, мельница, цех по переработке древесины, склады вторчермета, пекарня. В селе есть больница, школа, два детских сада, дом культуры (отремонтирован в 2018 году), КБО, музыкальная школа, банк, библиотека, пожарная часть, полиция, парикмахерская, мастерская по ремонту обуви, церковь, почта, бар, кафе, трактир, рынок, магазины различного профиля, спортивный зал. У дома культуры находится памятник воинам, погибшим в годы Великой Отечественной войны.
Село газифицировано.